# Hemidactyliinae
Hemidactyliinae – podrodzina płazów ogoniastych z rodziny bezpłucnikowatych (Plethodontidae).

## Zasięg występowania
Podrodzina obejmuje gatunki występujące dość ciągle od skrajnie południowej części Maine (Stany Zjednoczone)), skrajnie południowego Quebecu (Kanada), skrajnie południowego Ontario (Kanada) i północnego Wisconsin (USA), na południe do Fall Line w Karolinie Północnej, Karolinie Południowej, Georgii, Alabamie i Tennessee (Stany Zjednoczone); przypuszczalnie rozdzielone populacje występują w Nowej Szkocji (Kanada), Missisipi, Arkansas Oklahomie, Luizjanie i północnej Florydzie (Stany Zjednoczone), również zachodnia i południowa Ameryka Północna na południe do Brazylii.

## Systematyka

### Podział systematyczny
Do podrodziny należą następujące rodzaje:
- Aquiloeurycea Rovito, Parra-Olea, Recuero & Wake, 2015
- Batrachoseps Bonaparte, 1839
- Bolitoglossa Duméril, Bibron & Duméril, 1854
- Bradytriton Wake & Elias, 1983 – jedynym przedstawicielem jest Bradytriton silus Wake & Elias, 1983
- Chiropterotriton Taylor, 1944
- Cryptotriton García-París & Wake, 2000
- Dendrotriton Wake & Elias, 1983
- Eurycea Rafinesque, 1822
- Gyrinophilus Cope, 1869
- Hemidactylium Tschudi, 1838 – jedynym przedstawicielem jest Hemidactylium scutatum (Temminck, 1838) – przewężnik czteropalcy
- Isthmura Dubois & Raffaëlli, 2012
- Ixalotriton Wake & Johnson, 1989
- Nototriton Wake & Elias, 1983
- Nyctanolis Elias & Wake, 1983 – jedynym przedstawicielem jest Nyctanolis pernix Elias & Wake, 1983
- Oedipina Keferstein, 1868
- Parvimolge Taylor, 1944 – jedynym przedstawicielem jest Parvimolge townsendi (Dunn, 1922)
- Pseudoeurycea Taylor, 1944
- Pseudotriton Tschudi, 1838
- Stereochilus Cope, 1869 – jedynym przedstawicielem jest Stereochilus marginatus (Hallowell, 1856)
- Thorius Cope, 1869
- Urspelerpes Camp, Peterman, Milanovich, Lamb, Maerz & Wake, 2009 – jedynym przedstawicielem jest Urspelerpes brucei Camp, Peterman, Milanovich, Lamb, Maerz & Wake, 2009